# Fantafestival
Le Fantafestival (Mostra Internazionale del Film di Fantascienza e del Fantastico) est un festival de cinéma dédié au genre fantastique (science-fiction, fantasy, horreur) qui se tient annuellement en Italie à Rome depuis 1981.
Il a été fondé en 1981 par Alberto Ravaglioli qui le dirige depuis le début, épaulé depuis 1983 par Adriano Pintaldi. En 2019, Michele De Angelis et Simone Starace ont été nommés directeurs artistiques. Le festival a été établi depuis longtemps en Italie comme l'événement majeur spécialisé dans les films de fiction et a été placé sur la liste des importants événements internationaux de son genre. Il a présenté et lancé en Italie des réalisateurs qui, dans le temps, sont devenus les « monstres sacrés » du cinéma fantastique mondial. Le livre d’or des invités inclut tous les grands du genre : Vincent Price, Christopher Lee, Peter Cushing, John Carradine, Rutger Hauer, Robert Englund, Roger Corman, Freddie Francis, jusqu'aux réalisateurs et cinéastes comme George A. Romero, Alejandro Jodorowsky, Sam Raimi, Peter Jackson et, parmi les italiens, Lucio Fulci, Riccardo Freda, Pupi Avati, Dario Argento, Lamberto Bava et Mariano Baino.
Des éditions ont été organisées pendant des années dans plusieurs villes italiennes, de Milan à Naples, Gênes, Vérone, Parme, Ravenne.
Le festival a promu la création de la European Fantastic Film Festivals Federation qui devait regrouper et agir pour la coordination et l'harmonisation des initiatives similaires qui se déroulent en France, Espagne, Belgique, Portugal, Pays-Bas, Allemagne etc.
Une attention particulière est consacrée à la production de jeunes cinéastes italiens. Ces derniers sont recensés sur une base de données nationale sur le site officiel du Fantafestival.

## Catégories de récompense
- Meilleur film (Best Film)
- Meilleure réalisation (Best Direction)
- Meilleur acteur (Best Actor)
- Meilleur scénario (Best Screenplay)

## Palmarès

### Meilleur film
- 1981 : Quelque part dans le temps de Jeannot Szwarc
- 1982 : Malevil de Christian de Chalonge et Schlock de John Landis ex æquo
- 1983 : Pánik de Sándor Reisenbüchler (en)
- 1984 : Dead Zone de David Cronenberg
- 1985 : Philadelphia Experiment de Stewart Raffill
- 1986 : Re-Animator de Stuart Gordon
- 1987 : Mannequin de Michael Gottlieb (en)
- 1988 : Le Navigateur : Une odyssée médiévale de Vincent Ward
- 1989 : Tetsuo de Shin'ya Tsukamoto
- 1990 : 3615 code Père Noël de René Manzor
- 1991 : Adrénaline de Yann Piquer et Jean-Marie Maddeddu[1]
- 1992 : La Nuit déchirée de Mick Garris
- 1993 : La Part des ténèbres (The Dark Half) de George A. Romero
- 1994 : La Mariée aux cheveux blancs de Ronny Yu
- 1995 : Le Veilleur de nuit d'Ole Bornedal
- 1996 : Taxandria de Raoul Servais
- 1997 : Tromeo and Juliet de Lloyd Kaufman
- 1998 : Perdita Durango d'Álex de la Iglesia
- 1999 : Urban Ghost Story (en) de Geneviève Jolliffe
- 2000 : La Secte sans nom de Jaume Balagueró
- 2001 : Faust de Brian Yuzna
- 2002 : The Inside Story de Robert Sutherland
- 2003 : Terreur.point.com de William Malone
- 2004 : Evilenko de David Grieco
- 2012 : The Hounds de Roberto Del Piccolo et Maurizio Del Piccolo
- 2013 : Errors of the Human Body (en) de Eron Sheean
- 2014 : Time Lapse de Bradley King (en)
- 2015 : Landmine Goes Click de Levan Bakhia
- 2016 : Testigo Íntimo de Santiago Fernández Calvete
- 2017 : Matar A Dios de Caye Casas et Albert Pintó
- 2018 : Framed de Marc Martínez Jordán
- 2019 : Werewolf (pl) (Wilkołak) d'Adrian Panek
- 2020 : Tezuka's Barbara de Makoto Tezuka
- 2021 : Deux minutes plus tard de Junta Yamaguchi
- 2022 : The Day I Found A Girl In The Trash de Michal Krzywicki
- 2023 : Viking de Stéphane Lafleur
- 2024 : Animale de Emma Benestane

### Meilleur réalisateur
- 1993 : Brian Henson pour Noël chez les Muppets (The Muppet Christmas Carol)

### Meilleur acteur
- 1993 : Timothy Hutton pour le rôle de Thad Beaumont et George Stark dans La Part des ténèbres (The Dark Half)

### Meilleur scénario
- 1993 : La Part des ténèbres (The Dark Half) – Paul Hunt et Nick McCarthy